# Anja Förster

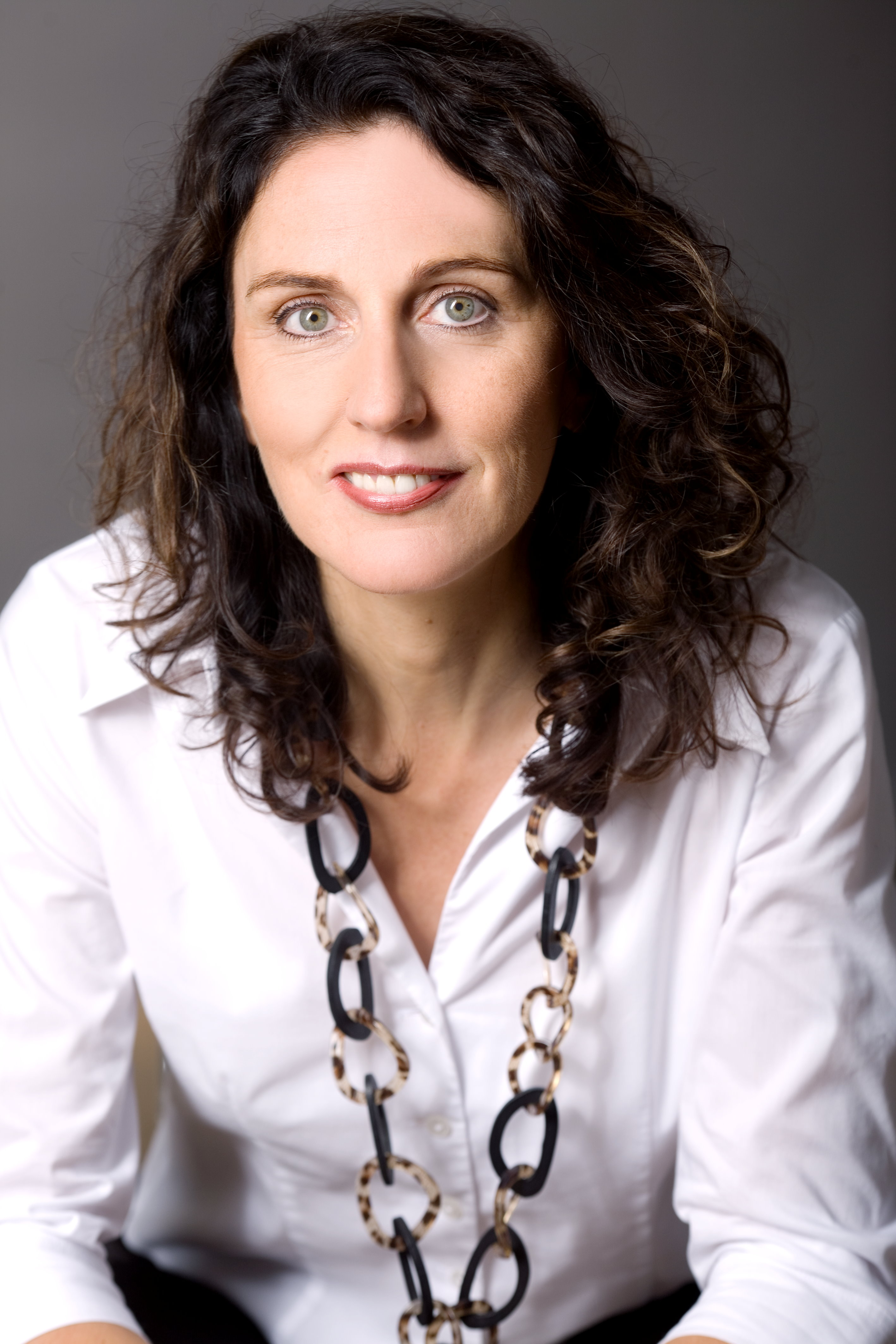
Anja Förster (2010)

Anja Förster (* 16. März 1966) ist eine deutsche Autorin und Vortragsrednerin.

## Leben und Wirken
Anja Förster ist Diplom-Betriebswirtin und absolvierte nach einigen Jahren Praxis im deutschen Handelskonzern Rewe Group in den USA ein zusätzliches duales Studium Master of Business Administration (MBA) und Master of International Business (MIM) an der Thunderbird School of Global Management und der Arizona State University. Im Anschluss war sie als Managerin für die Unternehmensberatung Accenture tätig und leitete Projekte in den Bereichen Human Performance und Change Management.
Im Jahr 2002 gründete sie zusammen mit ihrem Ehemann Peter Kreuz die Förster & Kreuz GmbH. Die Unternehmerin und Autorin ist außerdem Gründerin der Initiative Rebels at Work. Außerdem ist sie ehrenamtliches Jurymitglied bei „Top 100“, einer Auszeichnung für die innovativsten Unternehmen im deutschen Mittelstand. Gemeinsam mit Peter Kreuz hat sie zahlreiche Bücher geschrieben. Seit 2021 ist ihre Ehe getrennt.

## Veröffentlichungen
- 7 Superkräfte, Econ, Berlin 2024. ISBN 978-3-430-21113-0
- Vergeude keine Krise, Heidelberg 2020. ISBN 978-3981626278
- Zündstoff für Andersdenker, Murmann, Hamburg 2017. ISBN 978-3867745765.
- Macht, was ihr liebt!: 66 1/2 Anstiftungen das zu tun, was im Leben wirklich zählt, Pantheon, München 2015. ISBN 978-3570552650.
- Hört auf zu arbeiten! Eine Anstiftung, das zu tun, was wirklich zählt., Pantheon, München 2013. ISBN 978-3570551899.
- Nur Tote bleiben liegen: Entfesseln Sie das lebendige Potenzial in Ihrem Unternehmen., Campus, Frankfurt 2010. ISBN 978-3593392202.
- Spuren statt Staub: Wie Wirtschaft Sinn macht., Econ, Berlin 2008. ISBN 978-3430200523.
- Alles, außer gewöhnlich: Provokative Ideen für Manager, Märkte, Mitarbeiter., Econ, Berlin 2007. ISBN 978-3430200165.
- Different Thinking!: So erschließen Sie Marktchancen mit coolen Produktideen und überraschenden Leistungsangeboten., Redline, München 2005. ISBN 978-3636011862.